# 諸川春樹
諸川 春樹（もろかわ はるき、1953年 - ）は、日本の西洋美術史家、多摩美術大学教授。

## 経歴
東京大学文学部美術史を学び、1979年に卒業。同大学大学院に進学し、1988年に博士課程を満期退学。
卒業後は、東京大学文学部文化交流研究施設助手に採用された。1989年、多摩美術大学美術学部専任講師に就いた。1992年に助教授、1996年に教授昇格。2023年に多摩美術大学を退職。

## 著作

### 著書
- 『等身大の巨匠たち：ルネサンス美術の舞台裏』日経BP社 1997
- 『西洋絵画史入門』カラー版 美術出版社 1998

### 共編著
- 『西洋絵画の主題物語』カラー版 利倉隆共著、美術出版社 1997
- 『聖母マリアの美術』カラー版 利倉隆共著、美術出版社 1998
- 『彫刻の解剖学：ドナテッロからカノーヴァへ』諸川責任編集、松浦弘明・喜多村明里・足達薫・金山弘昌・金井直共著、ありな書房 2010
- 『神話と物語：創造の玉手箱』(テーマで見る世界の名画 9) 責任編集、集英社 2018

### 翻訳
- 『パオロ・ウッチェロ,ドメニコ・ヴェネツィアーノ,アンドレア・デル・カスターニョ：素描研究と色彩への関心』(イタリア・ルネサンスの巨匠たち) アンナリータ・パオリエーリ著、片桐頼継共訳、東京書籍 1995
- 『ルーヴル美術館とパリの素描』(第1巻：14、15、16世紀) ジュヌヴィエーヴ・モニエ監修、講談社 1996
- 『音楽の美術館 カロリーヌ・デノエット』河合楽器製作所・出版事業部 2002
- 『反対の美術館 カロリーヌ・デノエット』河合楽器製作所出版事業部(美術館シリーズ) 2003
- 『数の美術館 カロリーヌ・デノエット』河合楽器製作所・出版部(美術館シリーズ) 2003
- 『体の美術館 フィリップ、ロナン、ソレンに捧げる デノエット』河合楽器製作所・出版部(美術館シリーズ) 2003
- 『ピエロ・デッラ・フランチェスカ』マリリン・アロンバーグ・レーヴィン著、岩波書店(岩波世界の美術) 2004
- 『子供の美術館 オスカー、オーギュスト、フィリップ、ロナン、ソレンに捧げる デノエット』河合楽器製作所・出版部(美術館シリーズ) 2004
- 『植物の美術館 デノエット』河合楽器製作所・出版部(美術館シリーズ) 2004
- 『動物の美術館 デノエット』河合楽器製作所・出版部(美術館シリーズ) 2004
- 『自然の美術館 デノエット』河合楽器製作所・出版部(美術館シリーズ) 2004
- 『時代の目撃者：資料としての視覚イメージを利用した歴史研究』ピーター・バーク 中央公論美術出版 2007
- 『アメデオ・モディリアニ：裸婦と肖像』アネッテ・クルシンスキー解説、岩波書店(岩波アート・ライブラリー) 2010

## 参考
- J GLOBAL HP